# لک‌لک‌های گرمسیری
لک‌لک‌های گرمسیری (نام علمی: Leptoptilos) نام یک سرده از تیره لک‌لکان است.

## گونه‌های زنده
- استخوان‌خور کوچک،  Leptoptilos javanicus
- استخوان‌خور بزرگ،   Leptoptilos dubius
- لک‌لک مردارخوار،  Leptoptilos crumeniferus